# Нарухито
Нарухито (яп. 徳仁 Нарухито, род. 23 февраля 1960, Токио, Япония) — правящий 126-й император Японии. Девиз правления и будущее посмертное имя — Рэйва (令和), иероглифы которого означают удачу, мир и гармонию.
Взошёл на трон 1 мая 2019 года, после отречения своего отца императора Акихито. Интронизация состоялась 22 октября 2019 года. Первый император Японии, родившийся после Второй мировой войны.

## Детство и образование
Нарухито родился 23 февраля 1960 года в 16:15 (JST) в Токио. До объявления наследником носил титул Хиро-но-мия (浩宮).
7 января 1989 года с кончиной деда — Хирохито — стал наследником престола. Занимается благотворительной деятельностью.
В 1982 году окончил Университет Гакусюин. В 1983—1986 годах учился в Англии в оксфордском Мертон-Колледже. Имеет учёную степень магистра исторических наук, полученную в Университете Гакусюин в 1989 году. В свободное время Нарухито играет на альте, любит бег трусцой и пешеходный туризм, а также занимается альпинизмом. Он написал несколько статей и воспоминания об оксфордских днях: «Темза и я: описание двух лет в Оксфорде».

## Брак и дети
Нарухито с конца 1980-х ухаживал за Масако Овадой, работавшей дипломатом в японском Министерстве иностранных дел под руководством её отца Хисаси Овады, который c 2002 года стал судьёй в Международном суде ООН, а ранее был вице-министром иностранных дел и послом Японии в ООН. Принц неоднократно делал девушке предложение. Наконец, 19 января 1993 года было объявлено о помолвке.
9 июня 1993 года кронпринц Японии и Масако Овада поженились в Императорском синтоистском храме в Токио перед 800 приглашёнными гостями и 500 миллионами людей во всём мире, наблюдающими за ними с помощью средств массовой информации. Также на свадьбе присутствовали многие из коронованных особ и большинство глав государств Европы. Пара сделала своим домом дворец Тогу в Токио.
Единственный ребёнок этой пары — Айко, принцесса Тоси; она родилась 1 декабря 2001 года.
| (122) Муцухито период Мэйдзи 1867—1912 (1852—1912) | (122) Муцухито период Мэйдзи 1867—1912 (1852—1912) | (122) Муцухито период Мэйдзи 1867—1912 (1852—1912) | (122) Муцухито период Мэйдзи 1867—1912 (1852—1912) | (122) Муцухито период Мэйдзи 1867—1912 (1852—1912) | (122) Муцухито период Мэйдзи 1867—1912 (1852—1912) |  |  | (123) Ёсихито период Тайсё 1912—1926 (1879—1926) | (123) Ёсихито период Тайсё 1912—1926 (1879—1926) | (123) Ёсихито период Тайсё 1912—1926 (1879—1926) | (123) Ёсихито период Тайсё 1912—1926 (1879—1926) | (123) Ёсихито период Тайсё 1912—1926 (1879—1926) | (123) Ёсихито период Тайсё 1912—1926 (1879—1926) |  |  | (124) Хирохито период Сёва 1926—1989 (1901—1989) | (124) Хирохито период Сёва 1926—1989 (1901—1989) | (124) Хирохито период Сёва 1926—1989 (1901—1989) | (124) Хирохито период Сёва 1926—1989 (1901—1989) | (124) Хирохито период Сёва 1926—1989 (1901—1989) | (124) Хирохито период Сёва 1926—1989 (1901—1989) |  |  | (125) Акихито период Хэйсэй 1989—2019 (род. 1933) | (125) Акихито период Хэйсэй 1989—2019 (род. 1933) | (125) Акихито период Хэйсэй 1989—2019 (род. 1933) | (125) Акихито период Хэйсэй 1989—2019 (род. 1933) | (125) Акихито период Хэйсэй 1989—2019 (род. 1933) | (125) Акихито период Хэйсэй 1989—2019 (род. 1933) |  |  | (126) Нарухито период Рэйва с 2019 (род. 1960) | (126) Нарухито период Рэйва с 2019 (род. 1960) | (126) Нарухито период Рэйва с 2019 (род. 1960) | (126) Нарухито период Рэйва с 2019 (род. 1960) | (126) Нарухито период Рэйва с 2019 (род. 1960) | (126) Нарухито период Рэйва с 2019 (род. 1960) |  |  |                      |                      |                      |                      |                      |                      |  |  |
| (122) Муцухито период Мэйдзи 1867—1912 (1852—1912) | (122) Муцухито период Мэйдзи 1867—1912 (1852—1912) | (122) Муцухито период Мэйдзи 1867—1912 (1852—1912) | (122) Муцухито период Мэйдзи 1867—1912 (1852—1912) | (122) Муцухито период Мэйдзи 1867—1912 (1852—1912) | (122) Муцухито период Мэйдзи 1867—1912 (1852—1912) |  |  | (123) Ёсихито период Тайсё 1912—1926 (1879—1926) | (123) Ёсихито период Тайсё 1912—1926 (1879—1926) | (123) Ёсихито период Тайсё 1912—1926 (1879—1926) | (123) Ёсихито период Тайсё 1912—1926 (1879—1926) | (123) Ёсихито период Тайсё 1912—1926 (1879—1926) | (123) Ёсихито период Тайсё 1912—1926 (1879—1926) |  |  | (124) Хирохито период Сёва 1926—1989 (1901—1989) | (124) Хирохито период Сёва 1926—1989 (1901—1989) | (124) Хирохито период Сёва 1926—1989 (1901—1989) | (124) Хирохито период Сёва 1926—1989 (1901—1989) | (124) Хирохито период Сёва 1926—1989 (1901—1989) | (124) Хирохито период Сёва 1926—1989 (1901—1989) |  |  | (125) Акихито период Хэйсэй 1989—2019 (род. 1933) | (125) Акихито период Хэйсэй 1989—2019 (род. 1933) | (125) Акихито период Хэйсэй 1989—2019 (род. 1933) | (125) Акихито период Хэйсэй 1989—2019 (род. 1933) | (125) Акихито период Хэйсэй 1989—2019 (род. 1933) | (125) Акихито период Хэйсэй 1989—2019 (род. 1933) |  |  | (126) Нарухито период Рэйва с 2019 (род. 1960) | (126) Нарухито период Рэйва с 2019 (род. 1960) | (126) Нарухито период Рэйва с 2019 (род. 1960) | (126) Нарухито период Рэйва с 2019 (род. 1960) | (126) Нарухито период Рэйва с 2019 (род. 1960) | (126) Нарухито период Рэйва с 2019 (род. 1960) |  |  |                      |                      |                      |                      |                      |                      |  |  |
|                                                    |                                                    |                                                    |                                                    |                                                    |                                                    |  |  |                                                  |                                                  |                                                  |                                                  |                                                  |                                                  |  |  |                                                  |                                                  |                                                  |                                                  |                                                  |                                                  |  |  |                                                   |                                                   |                                                   |                                                   |                                                   |                                                   |  |  |                                                |                                                |                                                |                                                |                                                |                                                |  |  |                      |                      |                      |                      |                      |                      |  |  |
|                                                    |                                                    |                                                    |                                                    |                                                    |                                                    |  |  |                                                  |                                                  |                                                  |                                                  |                                                  |                                                  |  |  | Ясухито (1902—1953)                              | Ясухито (1902—1953)                              | Ясухито (1902—1953)                              | Ясухито (1902—1953)                              | Ясухито (1902—1953)                              | Ясухито (1902—1953)                              |  |  | Масахито (род. 1935)                              | Масахито (род. 1935)                              | Масахито (род. 1935)                              | Масахито (род. 1935)                              | Масахито (род. 1935)                              | Масахито (род. 1935)                              |  |  | Фумихито (род. 1965)                           | Фумихито (род. 1965)                           | Фумихито (род. 1965)                           | Фумихито (род. 1965)                           | Фумихито (род. 1965)                           | Фумихито (род. 1965)                           |  |  | Хисахито (род. 2006) | Хисахито (род. 2006) | Хисахито (род. 2006) | Хисахито (род. 2006) | Хисахито (род. 2006) | Хисахито (род. 2006) |  |  |
|                                                    |                                                    |                                                    |                                                    |                                                    |                                                    |  |  |                                                  |                                                  |                                                  |                                                  |                                                  |                                                  |  |  | Ясухито (1902—1953)                              | Ясухито (1902—1953)                              | Ясухито (1902—1953)                              | Ясухито (1902—1953)                              | Ясухито (1902—1953)                              | Ясухито (1902—1953)                              |  |  | Масахито (род. 1935)                              | Масахито (род. 1935)                              | Масахито (род. 1935)                              | Масахито (род. 1935)                              | Масахито (род. 1935)                              | Масахито (род. 1935)                              |  |  | Фумихито (род. 1965)                           | Фумихито (род. 1965)                           | Фумихито (род. 1965)                           | Фумихито (род. 1965)                           | Фумихито (род. 1965)                           | Фумихито (род. 1965)                           |  |  | Хисахито (род. 2006) | Хисахито (род. 2006) | Хисахито (род. 2006) | Хисахито (род. 2006) | Хисахито (род. 2006) | Хисахито (род. 2006) |  |  |
|                                                    |                                                    |                                                    |                                                    |                                                    |                                                    |  |  |                                                  |                                                  |                                                  |                                                  |                                                  |                                                  |  |  |                                                  |                                                  |                                                  |                                                  |                                                  |                                                  |  |  |                                                   |                                                   |                                                   |                                                   |                                                   |                                                   |  |  |                                                |                                                |                                                |                                                |                                                |                                                |  |  |                      |                      |                      |                      |                      |                      |  |  |
|                                                    |                                                    |                                                    |                                                    |                                                    |                                                    |  |  |                                                  |                                                  |                                                  |                                                  |                                                  |                                                  |  |  | Нобухито (1905—1987)                             | Нобухито (1905—1987)                             | Нобухито (1905—1987)                             | Нобухито (1905—1987)                             | Нобухито (1905—1987)                             | Нобухито (1905—1987)                             |  |  | Томохито (1946—2012)                              | Томохито (1946—2012)                              | Томохито (1946—2012)                              | Томохито (1946—2012)                              | Томохито (1946—2012)                              | Томохито (1946—2012)                              |  |  |                                                |                                                |                                                |                                                |                                                |                                                |  |  |                      |                      |                      |                      |                      |                      |  |  |
|                                                    |                                                    |                                                    |                                                    |                                                    |                                                    |  |  |                                                  |                                                  |                                                  |                                                  |                                                  |                                                  |  |  | Нобухито (1905—1987)                             | Нобухито (1905—1987)                             | Нобухито (1905—1987)                             | Нобухито (1905—1987)                             | Нобухито (1905—1987)                             | Нобухито (1905—1987)                             |  |  | Томохито (1946—2012)                              | Томохито (1946—2012)                              | Томохито (1946—2012)                              | Томохито (1946—2012)                              | Томохито (1946—2012)                              | Томохито (1946—2012)                              |  |  |                                                |                                                |                                                |                                                |                                                |                                                |  |  |                      |                      |                      |                      |                      |                      |  |  |
|                                                    |                                                    |                                                    |                                                    |                                                    |                                                    |  |  |                                                  |                                                  |                                                  |                                                  |                                                  |                                                  |  |  |                                                  |                                                  |                                                  |                                                  |                                                  |                                                  |  |  |                                                   |                                                   |                                                   |                                                   |                                                   |                                                   |  |  |                                                |                                                |                                                |                                                |                                                |                                                |  |  |                      |                      |                      |                      |                      |                      |  |  |
|                                                    |                                                    |                                                    |                                                    |                                                    |                                                    |  |  |                                                  |                                                  |                                                  |                                                  |                                                  |                                                  |  |  | Такахито (1915—2016)                             | Такахито (1915—2016)                             | Такахито (1915—2016)                             | Такахито (1915—2016)                             | Такахито (1915—2016)                             | Такахито (1915—2016)                             |  |  | Ёсихито (1948—2014)                               | Ёсихито (1948—2014)                               | Ёсихито (1948—2014)                               | Ёсихито (1948—2014)                               | Ёсихито (1948—2014)                               | Ёсихито (1948—2014)                               |  |  |                                                |                                                |                                                |                                                |                                                |                                                |  |  |                      |                      |                      |                      |                      |                      |  |  |
|                                                    |                                                    |                                                    |                                                    |                                                    |                                                    |  |  |                                                  |                                                  |                                                  |                                                  |                                                  |                                                  |  |  | Такахито (1915—2016)                             | Такахито (1915—2016)                             | Такахито (1915—2016)                             | Такахито (1915—2016)                             | Такахито (1915—2016)                             | Такахито (1915—2016)                             |  |  | Ёсихито (1948—2014)                               | Ёсихито (1948—2014)                               | Ёсихито (1948—2014)                               | Ёсихито (1948—2014)                               | Ёсихито (1948—2014)                               | Ёсихито (1948—2014)                               |  |  |                                                |                                                |                                                |                                                |                                                |                                                |  |  |                      |                      |                      |                      |                      |                      |  |  |
|                                                    |                                                    |                                                    |                                                    |                                                    |                                                    |  |  |                                                  |                                                  |                                                  |                                                  |                                                  |                                                  |  |  |                                                  |                                                  |                                                  |                                                  |                                                  |                                                  |  |  |                                                   |                                                   |                                                   |                                                   |                                                   |                                                   |  |  |                                                |                                                |                                                |                                                |                                                |                                                |  |  |                      |                      |                      |                      |                      |                      |  |  |
|                                                    |                                                    |                                                    |                                                    |                                                    |                                                    |  |  |                                                  |                                                  |                                                  |                                                  |                                                  |                                                  |  |  |                                                  |                                                  |                                                  |                                                  |                                                  |                                                  |  |  | Норихито (1954—2002)                              |                                                   |                                                   |                                                   |                                                   |                                                   |  |  |                                                |                                                |                                                |                                                |                                                |                                                |  |  |                      |                      |                      |                      |                      |                      |  |  |
|                                                    |                                                    |                                                    |                                                    |                                                    |                                                    |  |  |                                                  |                                                  |                                                  |                                                  |                                                  |                                                  |  |  |                                                  |                                                  |                                                  |                                                  |                                                  |                                                  |  |  |                                                   |                                                   |                                                   |                                                   |                                                   |                                                   |  |  |                                                |                                                |                                                |                                                |                                                |                                                |  |  |                      |                      |                      |                      |                      |                      |  |  |

### Разногласия по поводу порядка наследования
Рождение Айко подняло вопрос о возможности престолонаследия по женской линии. Назначенная правительством группа экспертов представила 25 октября 2005 года доклад, согласно которому было рекомендовано изменить Императорский закон о порядке наследования Хризантемового трона только мужчинами и допустить к наследованию женские линии. Предлагался переход от принципа салической системы (агнатическая, или патрилинейная примогенитура, при которой наследование происходит только по мужской линии) в сторону принципа когнатической примогенитуры (кастильской или австрийской системы, когда женщины при определённых условиях могут наследовать трон) или абсолютной примогенитуры (шведской системы, при которой мужчины и женщины имеют полностью равные права наследования, и наследник определяется первородством).
20 января 2006 года премьер-министр Дзюнъитиро Коидзуми отвёл часть своей ежегодной программной речи обсуждению данного вопроса и обязался представить в парламент законопроект, позволяющий женщинам наследовать императорский трон в будущем. Коидзуми не огласил время создания и не раскрыл детали законопроекта, но отметил, что разработка будет проводиться в соответствии с заключениями правительственной группы 2005 года.
Если бы закон был принят, Айко могла стать первой японской кронпринцессой. Однако в 2006 году младший брат принца Нарухито, принц Акисино (Фумихито), стал отцом в третий раз. Родившийся мальчик имеет больше шансов взойти на японский престол, чем принцесса Айко.
В январе 2007 года премьер-министр Синдзо Абэ заявил, что снимает предложение об изменении Закона Императорского Дома.

### Обсуждение ситуации с Масако
Принц Нарухито 11 июля 2008 года обратился к публике за пониманием и сочувствием к положению его больной жены, принцессы Масако, которая страдает от тяжёлой формы депрессии, диагностируемой как «синдромом нарушения адаптации», и редко появляется на публике. Принц был в восьмидневной поездке по Испании без неё:
Я прошу вас понять, что Масако сейчас делает всё возможное, чтобы выздороветь при помощи окружающих её людей, и отнестись к ней с великодушным терпением.

## Личные интересы
Нарухито интересуется проблемами водных запасов Земли и их сохранения. В марте 2003 года он в качестве Почётного Президента 3-го Всемирного водного форума, проведенного в Японии, выступил на церемонии открытия с речью «Водные пути, соединяющие Киото и местные регионы». Во время своего визита в Мексику в марте 2006 года Нарухито выступил на церемонии открытия 4-го Всемирного водного форума с программной речью «Эдо и водный транспорт». Кроме того, в декабре 2007 года он на церемонии открытия 1-го Азиатско-Тихоокеанского водного саммита прочёл лекцию «Люди и Вода: от Японии к Азиатско-Тихоокеанскому региону».

## Общественные обязанности
Нарухито — почётный член Всемирной водной комиссии XXI столетия и патрон Глобального водного сообщества — органа, основанного Всемирным банком, Организацией Объединённых Наций и Шведским агентством развития.
Он являлся патроном Японского комитета Олимпийских игр до 1998 года, после чего стал членом Международного олимпийского комитета. От имени короны он выполняет различные представительские обязанности как в пределах Японии, так и за границей. Также Нарухито — приверженец Всемирной организации движения бойскаутов; в 2006 году он посетил 14-й Слёт бойскаутов Японии (Nippon Jamboree), который является японским национальным празднеством, организованным Ассоциацией бойскаутов Японии. Также Нарухито — почётный вице-президент Японского общества Красного Креста с 1994 года.
30 апреля 2013 года Нарухито и Масако присутствовали на инаугурации короля Нидерландов Виллема-Александра, а 4 июля 2015 года — на коронации монарха государства Тонга Тупоу VI.

### Первый визит во Вьетнам
9 февраля 2009 года наследный принц Нарухито покинул Японию, отправившись с визитом во Вьетнам. Это первое посещение коммунистической страны наследником Хризантемового трона. Во время недельной поездки он встретился с президентом Нгуен Минь Чьетом в Ханое и посетил древний город Хюэ в центральной области Вьетнама, а также город Хошимин на юге. Поездка отметила 35-ю годовщину налаживания дипломатических связей между этими двумя странами. Япония — крупнейший иностранный импортёр Вьетнама.

## Император
В августе 2016 года император Акихито объявил, что планирует отречься от престола и передать трон своему сыну Нарухито. Подобного прецедента в Японии не было на протяжении 200 лет — с 1817 года, когда от трона отказался император Кокаку (1771—1840), который также решил передать свои полномочия сыну. 6 марта 2018 года правительство Японии утвердило специальный указ о проведении 30 апреля 2019 года церемонии отречения императора Японии.
Официальная церемония отречения от престола прошла в сосновом зале императорского дворца в Тиёде. На ней Акихито произнёс прощальную речь в присутствии сына и руководителей трёх ветвей власти — правительства во главе с Синдзо Абэ, Парламента и Верховного суда.
В связи со вступлением на престол Нарухито в Японии 1 мая 2019 года начался новый исторический период Рэйва — примерный перевод означает «гармония», или «цветущий мир». Имя эры задаёт тон будущим десятилетиям. Наименование впервые выбрали из стихотворения антологии японской поэзии «Манъёсю»: ранее иероглифы для названия периодов выбирали из китайской философии или литературы. Произведение описывает цветение абрикосовых деревьев в начале весны. Эра правления Акихито называлась Хэйсэй, что в переводе значит «достижение мира». До неё был период Сёва — «просвещённый мир». Формальная церемония вступления Нарухито на престол прошла 1 мая, а традиционные мероприятия состоялись 22 октября 2019 года.
Нарухито в преддверии передачи ему власти заявил, что готов взять на себя новую роль, которая более подходит нынешнему времени. По его мнению, идеальный Император — тот, кто может «разделить радости и горести людей». От нового Императора ожидают ещё большего сближения монаршей семьи с народом, нежели при отце: во время обучения в Европе Нарухито отмечал открытость королевских особ, что явно повлияло на его взгляды. Император, возможно, сосредоточится на глобальных проблемах, включая предотвращение стихийных бедствий и сохранение водных ресурсов. При этом его супруга Масако как бывший дипломат сможет оказать ему поддержку в зарубежных поездках, если позволит её здоровье.
20 сентября 2019 года император Нарухито торжественно открыл чемпионат мира по регби в Японии — первый в истории Азии и Японии регбийный турнир подобного уровня.
23 июля 2021 года император Нарухито торжественно открыл XXXII летние Олимпийские игры, проходившие с 23 июля по 8 августа 2021 года в Токио.

## Награды
Награды Японии
| Страна | Дата вручения                | Награда                             | Награда                             | Литеры |
| ------ | ---------------------------- | ----------------------------------- | ----------------------------------- | ------ |
| Япония | 1 мая 2019                   | Суверен                             | Высшего ордена Хризантемы           |        |
| Япония | 23 февраля 1980 — 1 мая 2019 | Кавалер цепи                        | Высшего ордена Хризантемы           |        |
| Япония | 1 мая 2019                   | Суверен ордена Цветов павловнии     | Суверен ордена Цветов павловнии     |        |
| Япония | 1 мая 2019                   | Суверен ордена Восходящего солнца   | Суверен ордена Восходящего солнца   |        |
| Япония | 1 мая 2019                   | Суверен ордена Священного сокровища | Суверен ордена Священного сокровища |        |
| Япония | 1 мая 2019                   | Суверен ордена Культуры             | Суверен ордена Культуры             |        |
| Япония | 1 мая 2019                   | Суверен ордена Драгоценной короны   | Суверен ордена Драгоценной короны   |        |

Награды иностранных государств
| Страна         | Дата вручения  | Награда                                                                                              | Награда                                                                                              | Литеры       |
| -------------- | -------------- | --- | --- | ------------ |
| Бахрейн        |                | Кавалер орденской цепи аль-Халифа                                                                    | Кавалер орденской цепи аль-Халифа                                                                    |              |
| Бельгия        |                | Кавалер Большого креста ордена Леопольда I                                                           | Кавалер Большого креста ордена Леопольда I                                                           |              |
| Греция         |                | Кавалер Большого креста ордена Спасителя                                                             | Кавалер Большого креста ордена Спасителя                                                             |              |
| Катар          |                | Кавалер цепи ордена Заслуг                                                                           | Кавалер цепи ордена Заслуг                                                                           |              |
| Италия         | 9 марта 1982   | Кавалер Большого креста ордена «За заслуги перед Итальянской Республикой»                            | Кавалер Большого креста ордена «За заслуги перед Итальянской Республикой»                            |              |
| Нидерланды     | 1991           | Кавалер Большого креста ордена Короны                                                                | Кавалер Большого креста ордена Короны                                                                |              |
| Португалия     | 2 декабря 1993 | Кавалер Большого креста ордена Христа                                                                | Кавалер Большого креста ордена Христа                                                                | GCC          |
| ОАЭ            | 23 января 1995 | Кавалер ордена Заида                                                                                 | Кавалер ордена Заида                                                                                 |              |
| Германия       | 7 апреля 1997  | Кавалер Большого креста ордена «За заслуги перед Федеративной Республикой Германия»                  | Кавалер Большого креста ордена «За заслуги перед Федеративной Республикой Германия»                  |              |
| Австрия        | 1999           | Кавалер Большого креста с золотой звездой Почётного знака «За заслуги перед Австрийской Республикой» | Кавалер Большого креста с золотой звездой Почётного знака «За заслуги перед Австрийской Республикой» |              |
| Венгрия        | 10 апреля 2000 | Кавалер Большого креста ордена Заслуг                                                                | Кавалер Большого креста ордена Заслуг                                                                |              |
| Норвегия       | 26 марта 2001  | Кавалер Большого креста ордена Святого Олафа                                                         | Кавалер Большого креста ордена Святого Олафа                                                         |              |
| Филиппины      | 3 декабря 2002 | Кавалер Большой цепи ордена Сикатуна                                                                 | Кавалер Большой цепи ордена Сикатуна                                                                 |              |
| Дания          | 16 ноября 2004 | Рыцарь ордена Слона                                                                                  | Рыцарь ордена Слона                                                                                  | RE           |
| Швеция         | 26 марта 2007  | Рыцарь ордена Серафимов                                                                              | Рыцарь ордена Серафимов                                                                              | RSerifO      |
| Тонга          | 1 августа 2008 | Кавалер Большого креста на цепи ордена Короны                                                        | Кавалер Большого креста на цепи ордена Короны                                                        | K.G.C.C.C.T. |
| Тонга          | 1 августа 2008 | Коронационная медаль короля Георга Тупоу V                                                           | Коронационная медаль короля Георга Тупоу V                                                           |              |
| Испания        | 8 ноября 2008  | Кавалер Большого креста ордена Карлоса III                                                           | Кавалер Большого креста ордена Карлоса III                                                           |              |
| Малайзия       | 2012           | Великий командор ордена Защитника Королевства                                                        | Великий командор ордена Защитника Королевства                                                        | SMN          |
| Нидерланды     | 30 апреля 2013 | Коронационная медаль короля Виллема-Александра                                                       | Коронационная медаль короля Виллема-Александра                                                       |              |
| Тонга          | 4 июля 2015    | Коронационная медаль короля Тупоу VI                                                                 | Коронационная медаль короля Тупоу VI                                                                 |              |
| Люксембург     | 27 ноября 2017 | Кавалер ордена Золотого льва Нассау                                                                  | Кавалер ордена Золотого льва Нассау                                                                  |              |
| Бразилия       | 13 марта 2023  | Кавалер Ордена Южного Креста с цепью                                                                 | Кавалер Ордена Южного Креста с цепью                                                                 |              |
| Великобритания | 25 июля 2024   | Рыцарь ордена Подвязки                                                                               | Рыцарь ордена Подвязки                                                                               | KG           |